# Belles-Fontaines
Belles-Fontaines község Franciaország Burgundia-Franche-Comté régiójában, Haute-Saône megyében. Új községként 2025. január 1-jén jött létre Courchaton, Georfans és Vellechevreux-et-Courbenans község egyesítésével. A korábbi községek egyesülésekor az új község lélekszáma 614 fő lett.

## Népesség
| 2021 | 604 |
| 2022 | 603 |